# Front Autonomista Aragonès
El Front Autonomista Aragonès va ser una coalició electoral creada el 1977 entre diversos partits i grups polítics d'Aragó, el principal i més actiu el Moviment Comunista d'Aragó, en aquelles dates encara no legalitzat, i després el Partit Carlí d'Aragó, també van participar altres grups menors. El FAA només es va presentar a les eleccions generals de 1977 amb una única candidatura per la província de Saragossa, on va obtenir el següent resultat:
| Data | Vots província Osca      | %                        | Diputats                 | Vots provincia Terol     | %                        | Diputats                 | Vots provincia Saragossa | %    | Diputats | Vots total Aragó | %    | Diputats | Vots total Espanya | %    | Diputats |
| ---- | ------------------------ | ------------------------ | ------------------------ | ------------------------ | ------------------------ | ------------------------ | ------------------------ | ---- | -------- | ---------------- | ---- | -------- | ------------------ | ---- | -------- |
| 1977 | No presentà candidatures | No presentà candidatures | No presentà candidatures | No presentà candidatures | No presentà candidatures | No presentà candidatures | 4.906                    | 1,11 | -        | 4.906            | 0,74 | -        | 4.906              | 0,03 | -        |